# Eva von Bülow
Eva von Bülow, también conocida como Eva Chamberlain (Tribschen, 17 de febrero de 1867-Bayreuth, 26 de mayo de 1942), fue hija de Cosima Liszt y Richard Wagner, producto de la relación extramarital que sostuvieron la hija de Franz Liszt y el compositor alemán mientras ella seguía casada con el director de orquesta Hans von Bülow de quien se divorció en 1869.
Hermanastra de Daniela von Bülow (1860–1940) y Blandine von Bülow (1863-1941) y hermana de Isolde von Bülow (Isolde Wagner) (1865–1919) y Siegfried Wagner (1869–1930) que sucedió brevemente a su madre como regente del Festival de Bayreuth.
Se casó con el autor y filósofo inglés Houston Stewart Chamberlain (1855-1927).